# RTL (Frankrijk)
RTL is een nationale Franse radiozender gespecialiseerd in nieuws, beheerd door de RTL Group, de zender is gecreëerd in 1933.
RTL zond tot eind december 2022 ook uit via de lange golf op 234 kHz vanuit Beidweiler in Luxemburg en was daarmee te horen in onder andere Frankrijk, België, Duitsland, Luxemburg en Nederland.

## Historie van RTL
Dit overzicht is mogelijk incompleet; u kunt helpen door het uit te breiden.

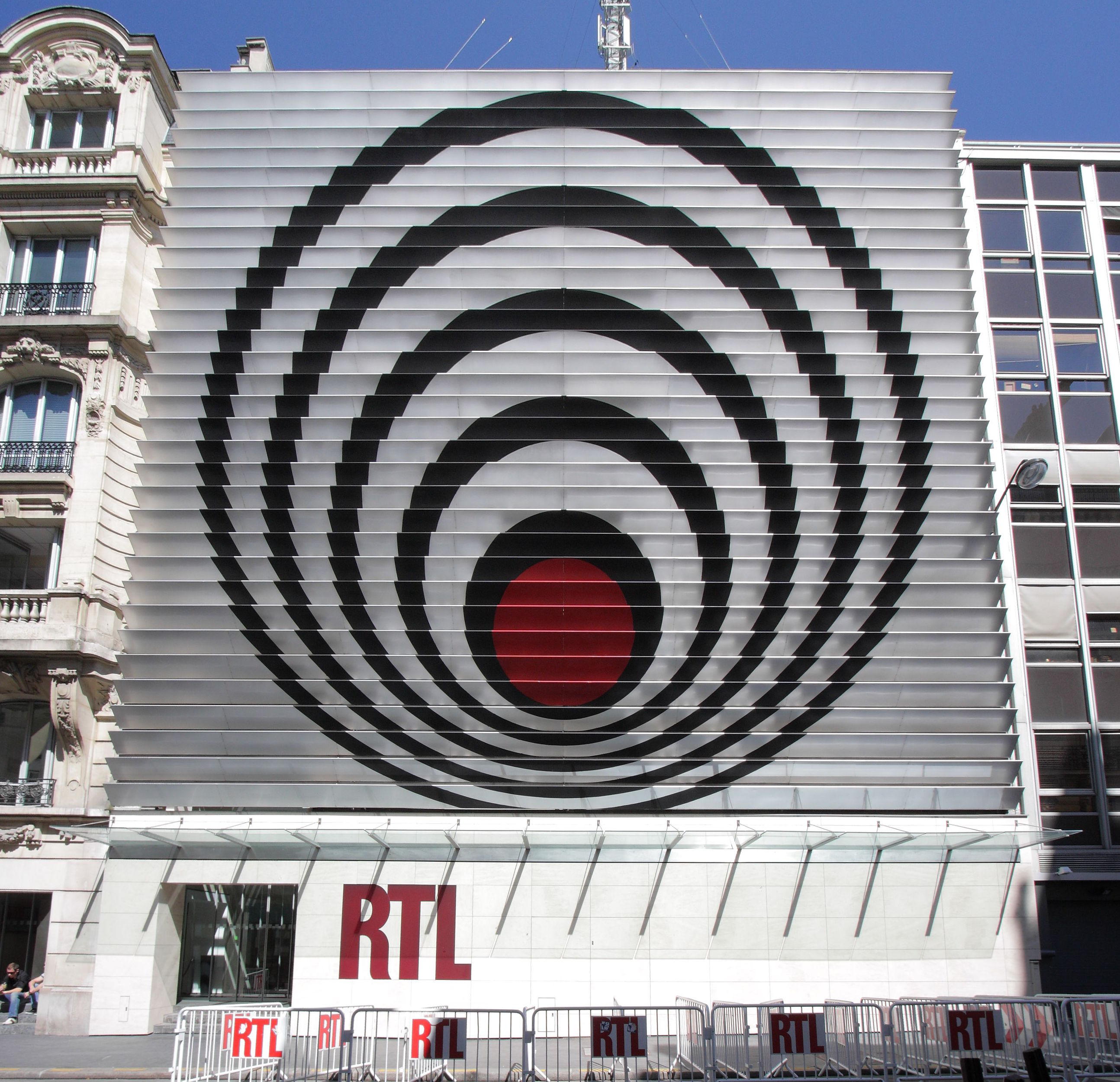
Hoofdkantoor van de studio's van RTL Frankrijk in 2009

Op 8 juni 1931 wordt het bedrijf opgericht en begint in 1933 als Radio Luxembourg met haar uitzendingen. Het is een zogenaamde Radio périphérique: door vanuit Luxemburg uit te zenden, is de zender niet gebonden aan Franse wet- en regelgeving omtrent media en radio. De zender hoeft dan ook niet te sluiten als er na de Tweede Wereldoorlog een staatsmonopolie op radio in wordt gesteld.
Op 11 oktober 1961, werd de naam van Radio Luxembourg gewijzigd in RTL.

## Visuele identiteit

### Slogan
- 1977-1979 : « RTL, c'est vous » (RTL, is u)
- 1990 : « Les infos, c’est comme le café, c’est bon quand c’est chaud et quand c’est fort »
(Het nieuws, is net als de koffie, het is goed als het warm en sterk is.)
- 1991 : « RTL, L'information en capitales » (Informatie in hoofdletters)
- 199X : « RTL, La vie en trois lettres » (RTL, het leven in drie letters)
- 1996 : « Essentiel, RTL » (Essentieel, RTL)
- 2001-2005 : « RTL, Vivre ensemble » ; « RTL, Vivrensemble » (RTL, samen leven)
- 2006-2007 : « RTL, c'est vous »
- depuis 2006 « RTL, première radio de France » (RTL, eerste radio van Frankrijk)
- 2007-2008 : « Le plus RTL »
- 2008-2009 : « 100 % RTL » ; « RTL, c'est vous »
- 2011 : « Qui vous connait mieux que RTL ? »
- 2012 : « RTL, toujours avec vous » (RTL, altijd bij u)